# Autoba
Autoba är ett släkte av fjärilar. Autoba ingår i familjen nattflyn.

## Bildgalleri

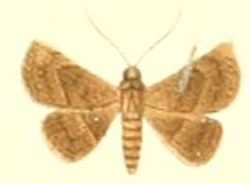
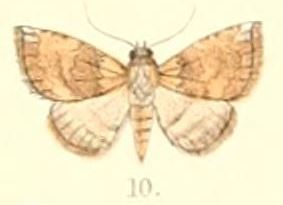

## Dottertaxa tillAutoba, i alfabetisk ordning[1]
- Autoba abrupta
- Autoba admota
- Autoba alabastrata
- Autoba albidiscata
- Autoba albistrota
- Autoba angulifera
- Autoba aplecta
- Autoba atriciliata
- Autoba beraudi
- Autoba brachygonia
- Autoba brunneata
- Autoba brunneopartita
- Autoba castanea
- Autoba coccidiphaga
- Autoba cocciphaga
- Autoba costimacula
- Autoba curvata
- Autoba derufata
- Autoba dispar
- Autoba distincta
- Autoba dubia
- Autoba gayneri
- Autoba glaucochroa
- Autoba grisea
- Autoba griseicosta
- Autoba grisescens
- Autoba indefinita
- Autoba iothicta
- Autoba latistriga
- Autoba leucograpta
- Autoba lilacina
- Autoba longiplaga
- Autoba lurida
- Autoba mascarensis
- Autoba nebulifera
- Autoba obscura
- Autoba ochreirufa
- Autoba ochreola
- Autoba olivacea
- Autoba pallescens
- Autoba pallidistriga
- Autoba pannosa
- Autoba perrufa
- Autoba plagiopera
- Autoba poliochroa
- Autoba pulvinariae
- Autoba purpurascens
- Autoba purpureocinerea
- Autoba radda
- Autoba reticulata
- Autoba rubiginea
- Autoba rubra
- Autoba rubricosa
- Autoba rufifascia
- Autoba rufipuncta
- Autoba sabulosa
- Autoba saturata
- Autoba silicula
- Autoba sphragidota
- Autoba subcinerea
- Autoba subolivalis
- Autoba teilhardi
- Autoba trilinea
- Autoba tristalis
- Autoba undilinea
- Autoba wallengreni
- Autoba versicolor
- Autoba vestina
- Autoba vinosa
- Autoba vinotincta